# Miku Takaichi

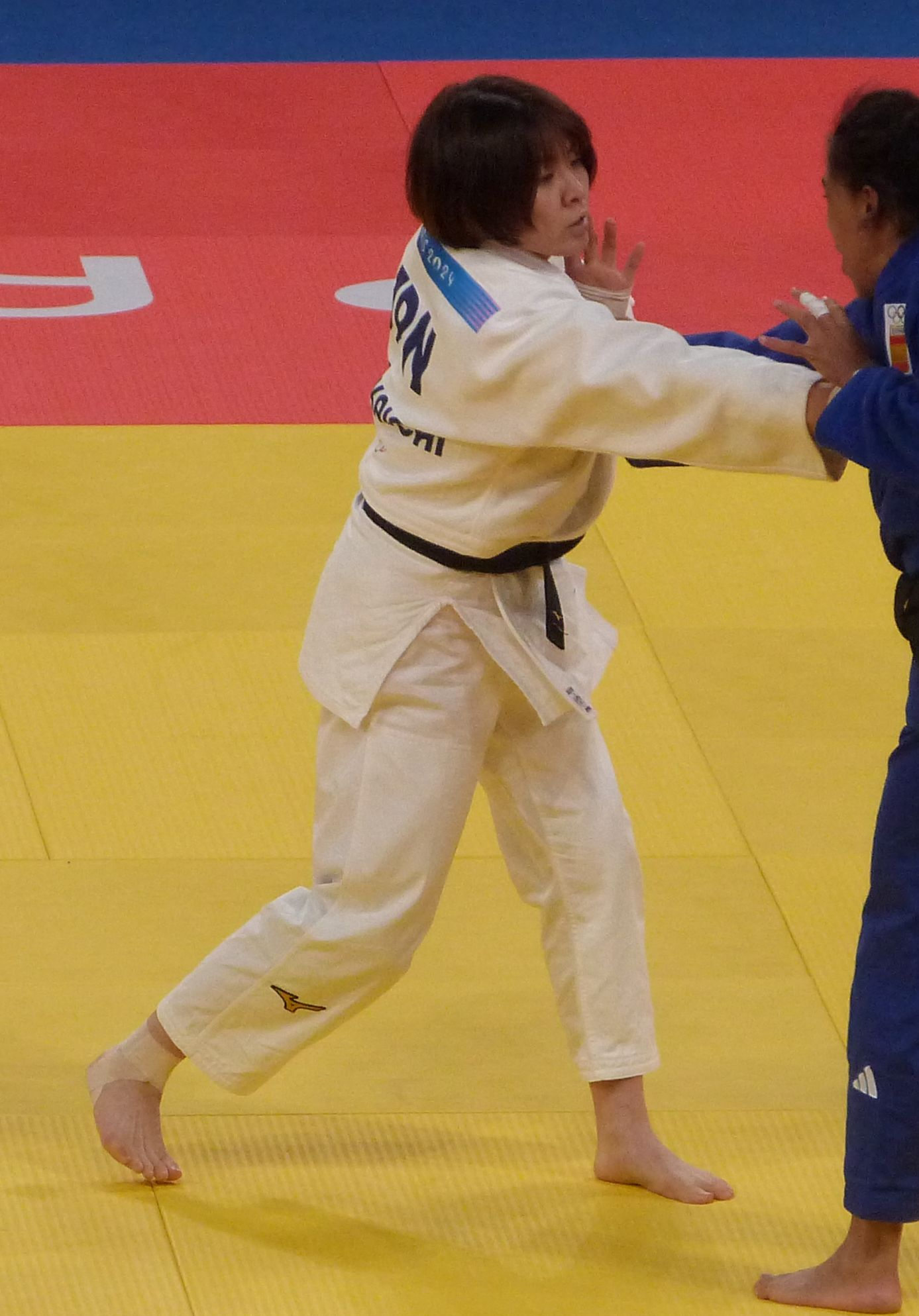
Miku Takaichi (2024)

Miku Takaichi (jap. 田代未来; * 7. April 1994 in Hachiōji als Miku Tashiro) ist eine japanische Judoka. Sie gewann im Halbmittelgewicht bis 2019 je zwei Silber- und zwei Bronzemedaillen bei Weltmeisterschaften.

## Leben
Die 1,63 m große Miku Takaichi kämpft im Halbmittelgewicht, der Gewichtsklasse bis 63 Kilogramm. 2009 war sie U17-Weltmeisterin, 2010 siegte sie bei den Olympischen Jugendspielen in Singapur und zwei Monate später bei den U20-Weltmeisterschaften. 2011 und 2012 war sie nach einer Verletzung kaum aktiv.
2013 gewann sie bei den Ostasienspielen, Ende 2013 erreichte sie das Finale beim Grand-Slam-Turnier in Tokio, unterlag aber dann ihrer Landsfrau Kana Abe. 2014 trat sie bei den Weltmeisterschaften in Tscheljabinsk an. Im Viertelfinale bezwang sie die Deutsche Martyna Trajdos und im Halbfinale unterlag sie Yarden Gerbi aus Israel. Mit einem Sieg über die Französin Edwige Gwend sicherte sich Takaichi eine Bronzemedaille. 2015 siegte sie erstmals bei den Japanischen Meisterschaften. Bei den Weltmeisterschaften in Astana verlor sie im Viertelfinale gegen die Französin Clarisse Agbegnenou. Mit einem Sieg über die Niederländerin Anicka van Emden erreichte sie den Kampf um Bronze, den sie kampflos gegen die zweite Niederländerin Juul Franssen gewann. 2016 bei den Olympischen Spielen 2016 in Rio de Janeiro besiegte Takaichi im Viertelfinale Kathrin Unterwurzacher aus Österreich. Nach ihrer Halbfinalniederlage gegen Clarisse Agbegnenou verlor sie auch den Kampf um Bronze gegen Yarden Gerbi.
Ende 2017 gewann Miku Takaichi in Tokio ihr erstes Grand-Slam-Turnier mit einem Finalsieg über ihre Landsfrau Nami Nabekura. 2018 bei den Weltmeisterschaften in Baku besiegte sie im Viertelfinale Juul Franssen und im Halbfinale die Slowenin Tina Trstenjak. Im Finale unterlag sie Clarisse Agbegnenou. 2019 gewann sie das Grand-Slam-Turnier von Düsseldorf gegen die Russin Daria Dawydowa, die japanischen Meisterschaften gegen Nami Nabekura und das Grand-Slam-Turnier in Baku gegen Tina Trstenjak. Bei den Weltmeisterschaften in Baku gewann sie im Viertelfinale gegen die Niederländerin Sanne Vermeer und im Halbfinale gegen Tina Trstenjak, im Finale unterlag sie wie im Vorjahr Clarisse Agbegnenou.
Anfang 2020 gewann Takaichi das Grand-Slam-Turnier in Düsseldorf. Nach der Zwangspause wegen der COVID-19-Pandemie siegte sie Anfang 2021 beim Grand Slam in Taschkent. Bei den Olympischen Spielen in Tokio schied sie im Achtelfinale gegen die Polin Agata Ozdoba aus.
Seit 2022 tritt sie unter dem Namen Miku Takaichi an. Ende 2022 siegte sie beim Grand Slam in Tokio. 2023 schied sie bei den Weltmeisterschaften in Doha im Achtelfinale gegen die Niederländerin Joanne van Lieshout aus. Bei den im September 2023 ausgetragenen Asienspielen in Hangzhou siegte sie im Finale gegen die Chinesin Jang Ting. Ende 2023 wiederholte sie ihren Sieg beim Grand Slam in Tokio. Bei den Olympischen Spielen 2024 in Paris schied Takaichi im Achtelfinale gegen die Kroatin Katarina Krišto aus. Im Mannschaftswettbewerb gewann Takaichi mit der japanischen Mannschaft die Silbermedaille, wobei sie selber im Finale gegen die Französin Clarisse Agbegnenou unterlag.